# FK Berane
Maillots
Actualités
Le Fudbalski klub Berane (en monténégrin : Фудбалскли клуб Беране), plus couramment abrégé en FK Berane, est un club monténégrin de football fondé en 1920 et basé dans la ville de Berane.

## Historique
- 1920 : fondation du club

## Palmarès
| Compétitions nationales                                                        |
| ------------------------------------------------------------------------------ |
| - Championnat du Monténégro de deuxième division (1) : - Champion : 2008-2009. |

## Personnalités du club

### Présidents
- Dragoslav Joksimović
- Nenad Bulatović
- Vuka Golubović

### Entraîneurs
- Nebojša Jovović
- Rade Vešović
- Slaviša Božičić